# Rikiya Motegi
Rikiya Motegi (født 27. september 1996) er en japansk fodboldspiller.
Han har spillet for flere forskellige klubber i sin karriere, herunder Urawa Red Diamonds, Ehime FC og Montedio Yamagata.